# 芒斯 (阿列日省)
芒斯（法語：Manses，法語發音：[mɑ̃s]）是法国阿列日省的一个市镇，属于帕米耶区。

## 地理
芒斯（43°6'1"N, 1°48'42"E）面积15.36 平方千米，位于法国奧克西塔尼大區阿列日省，该省份为法国西南部内陆省份，西部和北部与上加龙省接壤，东临奥德省，东南至东比利牛斯省接壤，南与安道尔和西班牙接壤。
与芒斯接壤的市镇（或旧市镇、城区）包括：库唐、拉佩讷、米尔普瓦、圣费利德图尔内加、泰耶、图尔特罗勒。

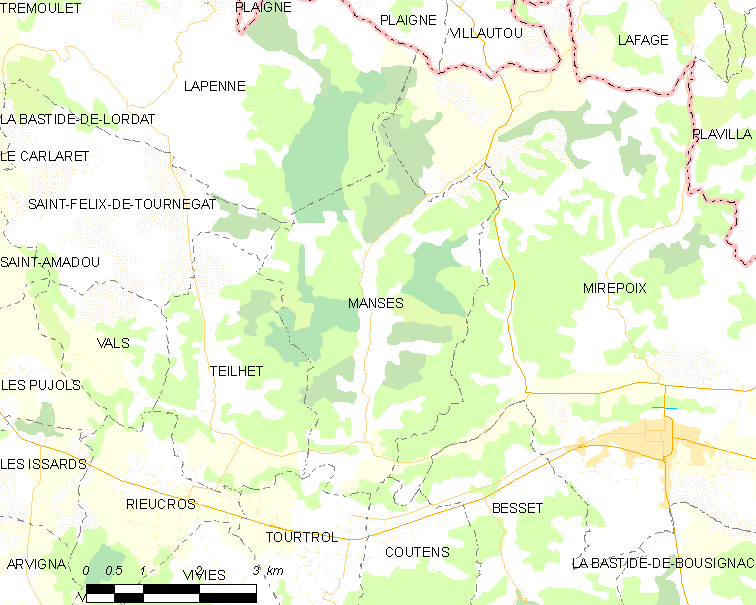
的OSM定位图

芒斯的时区为UTC+01:00、UTC+02:00（夏令时）。

## 行政
芒斯的邮政编码为09500，INSEE市镇编码为09180。

## 政治
芒斯所属的省级选区为米尔普瓦县。

## 人口

1962-2008年间人口变化图示

芒斯于2022年1月1日时的人口数量为128人。